# Sergueï Kharine
Pour les articles homonymes, voir Kharine.
Sergueï Kharine - en russe : Сергей Харин, et en anglais : Sergei Kharin- (né le 20 février 1963 à Moscou en URSS) est un joueur professionnel russe de hockey sur glace devenu entraîneur. Il est le père d'Anton Kharine.

## Biographie

### Carrière de joueur
En 1980, il commence sa carrière avec les Krylia Sovetov dans le championnat d'URSS. Il est choisi au cours du repêchage d'entrée 1989 dans la Ligue nationale de hockey par les Jets de Winnipeg en 12e ronde, en 240e position. Le 8 mars 1991, il joue son premier match dans LNH face aux Capitals de Washington. Il a remporté la Coupe Coloniale 1999 avec le Fury de Muskegon. Il met un terme à sa carrière en 2000. Le 10 avril 2009, il a joué un match avec son fils Anton sous les couleurs des Lumberjacks de Muskegon dans la Ligue internationale de hockey.

### Carrière internationale
Il a représenté l'URSS au niveau international. Il compte 15 sélections pour trois buts.

## Statistiques

### En club
| Saison     | Équipe                    | Ligue      |    | Saison régulière | Saison régulière | Saison régulière | Saison régulière | Saison régulière |    | Séries éliminatoires | Séries éliminatoires | Séries éliminatoires | Séries éliminatoires | Séries éliminatoires |
| Saison     | Équipe                    | Ligue      | PJ | B                | A                | Pts              | Pun              | PJ               | B  | A                    | Pts                  | Pun                  |                      |                      |
| 1981-1982  | Krylia Sovetov            | URSS       | 0  | 4                | 3                | 7                | 0                |                  |    |                      |                      |                      |                      |                      |
| 1982-1983  | Krylia Sovetov            | URSS       | 49 | 5                | 5                | 10               | 20               |                  |    |                      |                      |                      |                      |                      |
| 1983-1984  | Krylia Sovetov            | URSS       | 33 | 5                | 3                | 8                | 18               |                  |    |                      |                      |                      |                      |                      |
| 1984-1985  | Krylia Sovetov            | URSS       | 34 | 12               | 8                | 20               | 6                |                  |    |                      |                      |                      |                      |                      |
| 1985-1986  | Krylia Sovetov            | URSS       | 38 | 15               | 14               | 29               | 19               |                  |    |                      |                      |                      |                      |                      |
| 1986-1987  | Krylia Sovetov            | URSS       | 40 | 16               | 11               | 27               | 14               |                  |    |                      |                      |                      |                      |                      |
| 1987-1988  | Krylia Sovetov            | URSS       | 44 | 17               | 13               | 30               | 20               |                  |    |                      |                      |                      |                      |                      |
| 1988-1989  | Krylia Sovetov            | URSS       | 44 | 15               | 9                | 24               | 14               |                  |    |                      |                      |                      |                      |                      |
| 1989-1990  | Krylia Sovetov            | URSS       | 47 | 12               | 5                | 17               | 28               |                  |    |                      |                      |                      |                      |                      |
| 1990-1991  | Hawks de Moncton          | LAH        | 66 | 22               | 18               | 40               | 38               | 5                | 1  | 0                    | 1                    | 2                    |                      |                      |
| 1990-1991  | Jets de Winnipeg          | LNH        | 7  | 2                | 3                | 5                | 2                | --               | -- | --                   | --                   | --                   |                      |                      |
| 1991-1992  | Citadels d'Halifax        | LAH        | 40 | 10               | 12               | 22               | 15               | --               | -- | --                   | --                   | --                   |                      |                      |
| 1992-1993  | Bulls de Birmingham       | ECHL       | 2  | 0                | 3                | 3                | 0                | --               | -- | --                   | --                   | --                   |                      |                      |
| 1992-1993  | Cyclones de Cincinnati    | LIH        | 60 | 13               | 18               | 31               | 25               | --               | -- | --                   | --                   | --                   |                      |                      |
| 1993-1994  | Bombers de Dayton         | ECHL       | 59 | 30               | 59               | 89               | 56               | 3                | 2  | 0                    | 2                    | 4                    |                      |                      |
| 1994-1995  | Cyclones de Cincinnati    | LIH        | 56 | 14               | 29               | 43               | 24               | 1                | 0  | 0                    | 0                    | 0                    |                      |                      |
| 1995-1996  | Bombers de Dayton         | ECHL       | 25 | 7                | 9                | 16               | 25               | --               | -- | --                   | --                   | --                   |                      |                      |
| 1995-1996  | IceCats de Worcester      | LAH        | 28 | 7                | 12               | 19               | 10               | 3                | 1  | 1                    | 2                    | 2                    |                      |                      |
| 1996-1997  | Border Cats de Port Huron | CoHL       | 49 | 20               | 24               | 44               | 20               | --               | -- | --                   | --                   | --                   |                      |                      |
| 1996-1997  | Fury de Muskegon          | CoHL       | 19 | 12               | 16               | 28               | 12               | 3                | 0  | 2                    | 2                    | 0                    |                      |                      |
| 1997-1998  | Fury de Muskegon          | UHL        | 74 | 36               | 86               | 122              | 38               | 11               | 4  | 15                   | 19                   | 0                    |                      |                      |
| 1998-1999  | Fury de Muskegon          | UHL        | 70 | 37               | 63               | 100              | 77               | 18               | 7  | 17                   | 24                   | 10                   |                      |                      |
| 1999-2000  | Fury de Muskegon          | UHL        | 59 | 11               | 50               | 61               | 13               | --               | -- | --                   | --                   | --                   |                      |                      |
| 2000-2001  | Fury de Muskegon          | UHL        | 66 | 8                | 30               | 38               | 46               | 4                | 1  | 0                    | 1                    | 0                    |                      |                      |
| 2008-2009  | Lumberjacks de Muskegon   | LIH        | 1  | 0                | 0                | 0                | 0                | --               | -- | --                   | --                   | --                   |                      |                      |
| Totaux LNH | Totaux LNH                | Totaux LNH | 7  | 2                | 3                | 5                | 2                |                  |    |                      |                      |                      |                      |                      |